# Hải đường Vân Nam
Hải đường Vân Nam (danh pháp hai phần: Malus yunnanensis) là một loài thực vật thuộc chi Hải đường, họ Hoa hồng. Loài này được (Franch.) C.K. Schneid. miêu tả khoa học đầu tiên năm 1906. Đây là loài bản địa Vân Nam ở miền nam Trung Quốc. Các loại mẫu vật được thu thập vào năm 2005 trong tích Tây Song Bản Nạp tại độ cao 1.150 m.
Mặc dù hải đường Vân Nam mọc ở trong rừng nhiệt đới trên núi, nó chịu được sương giá và bóng râm và nhạy cảm với ánh sáng mặt trời trực tiếp, và như vậy cơ bản là một loài cây tầng dưới. Cây thường đạt chiều cao khoảng 5 - 5,25 mét lúc trưởng thành.
Hải đường Vân Nam có giá trị đối với động vật hoang dã địa phương, trái cây mùa hè được tiêu thụ bởi các loài chim, dơi, và có thể voi.